# Malpassé
Pour l’article ayant un titre homophone, voir Malpasset.
Malpassé est un quartier de Marseille, situé dans le 13e arrondissement et faisant partie des quartiers nord. Il compte plus de 11 000 habitants en 2016. 
Malpassé comprend en son sein le quartier prioritaire « Malpassé-Corot », rassemblant 9 843 habitants en 2018. Il contient ainsi notamment le parc Corot, l'un des secteurs les plus dégradés de la ville.
Son nom lui vient du provençal Maupasset, signifiant littéralement « mauvais passage ». Situé au sein des quartiers nord, il est desservi par la station de métro homonyme.